# Třída Krabi
Třída Krabi je třída oceánských hlídkových lodí stavěných pro thajské královské námořnictvo. Konstrukčně vychází z oceánských hlídkových lodí britského královského námořnictva třídy River. Celkem byly postaveny dvě jednotky této třídy. Do služby byly přijaty v letech 2013 a 2019.

## Stavba
Třída Krabi byla vyvinuta podle původního návrhu britské společnost BAE Systems. Plavidla staví thajská námořní loděnice Mahidol Adunjadét v okrese Sattahip v provincii Chonburi s pomocí BAE Systems. Prototypová jednotka Krabi byla do služby přijata roku 2013 a její sesterská loď Prachuap Khiri Khan roku 2019.
Jednotky třídy Krabi:
| Jméno                              | Založení kýlu   | Spuštěna         | Vstup do služby | Status  |
| ---------------------------------- | --------------- | ---------------- | --------------- | ------- |
| HTMS Krabi (OPV 551)               | srpen 2010      | 3. prosince 2011 | 26. srpna 2013  | aktivní |
| HTMS Prachuap Khiri Khan (OPV 552) | 23. června 2017 | 2. srpna 2019    | 27. září 2019   | aktivní |

## Konstrukce

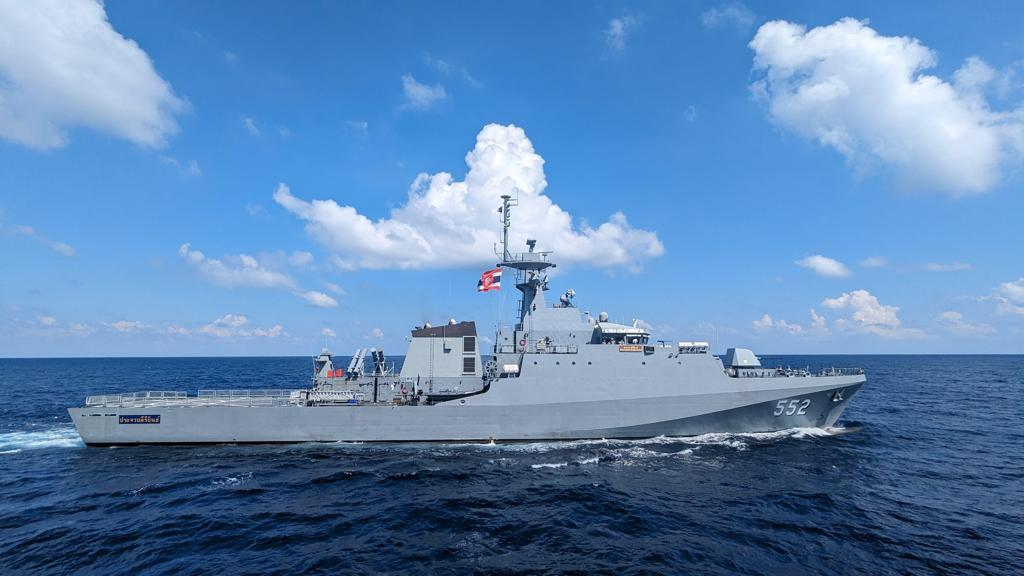
HTMS Prachuap Khiri Khan (OPV 552)

Druhá jednotka Prachuap Khiri Khan je vybavena přehledovým radarem Thales a střeleckým radarem Thales Lirod Mk.2. Je vyzbrojena 76mm kanónem Oto Melara, dvěma dálkově ovládanými zbraňovými stanicemi MSI DS30M s 30mm kanónem, dvěma kulomety a čtyřmi protilodními střelami Harpoon Block 1C. Na zádi se nachází přistávací plocha pro vrtulníky H145M, nikoli však hangár. Pohonný systém tvoří dva diesely MAN 16V 28/33D, každý o výkonu 5475 hp, pohánějící dva lodní šrouby se stavitelnými lopatkami. Nejvyšší rychlost dosahuje 23 uzlů. Dosah je 3500 námořních mil při rychlosti 23 uzlů. Vytrvalost dosahuje čtrnáct dnů.